# Сержант (Финляндия)
Сержант (фин. kersantti сокр. kers.) — воинское звание унтер-офицерского состава, используемое в Силах обороны Финляндии.

## Описание
Знак различия сержанта состоит из трёх узких угловых нашивок. Сержант считается базовым солдатским званием, нижестоящиие звание младший сержант (фин. alikersantti) а старшее старший сержант (фин. ylikersantti). Звание кандидат в офицеры (фин. upseerikokelas) приравнивается к сержанту, однако на практике кандидат в офицеры считается старше срочника с званием сержанта.
В Финляндии сержанты делятся на две основные категории. Срочники сержанты  это командиры групп, которые получили звание сержанта за выполнение более сложных задач или за особо хорошую срочную службу и лидерские качества. Типичная должность для них  заместитель командира взвода. Профессиональные сержанты входят в штат и служать обычно на должности младших командиров и обычно они выполняют функции инструкторов или работают на специализированных должностях например, охране войнской части.
В резерве сержантом может быть повышен младший сержант, отслуживший не менее десяти дней на военных сборах. Сержант высшее звание которое человек в запасе может  достичь без прохождения унтер-офицерских курсов. Если резервист повышается из младших сержантов в сержанты без прохождения соответствующей подготовки, основания для такого повышения должны быть весомыми. Кроме того, в период военных сборов он должен был получить подготовку к выполнению более сложных обязанностей командира.

### Знаки различия

#### Пехота
- Знак различия пехоты на воротнике формы M/65 (срочник)
- Знак различия пехоты на воротнике формы M/65 (персонал)
- Знак различия пехоты на воротнике формы M/65 (контратник)

#### ВВС
- Знак различия ВВС на воротнике формы M/65 (срочник)
- Знак различия ВВС на воротнике формы M/65 (персонал)
- Знак различия ВВС на воротнике формы M/65 (контратник)

#### Нарукавные шевроны
- Нарукавный шеврон ВМФ
- Нарукавный шеврон
- Нарукавный шеврон (контратник)